# C. J. Stroud
Coleridge Bernard „C. J.“ Stroud IV (geboren am 3. Oktober 2001 in Rancho Cucamonga, Kalifornien) ist ein US-amerikanischer American-Football-Spieler auf der Position des Quarterbacks. Er spielte College Football für die Ohio State Buckeyes und wurde im NFL Draft 2023 an zweiter Stelle von den Houston Texans ausgewählt.

## Frühe Jahre und College
Stroud besuchte die Highschool in seiner kalifornischen Heimatstadt Rancho Cucamonga. Dort spielte er American Football und bis 2018 Basketball. Als Footballspieler verbrachte er die ersten beiden Jahre überwiegend als Ersatzspieler, bevor er in der Saison 2018 zum Starting Quarterback wurde und sich mit überzeugenden Leistungen auf das Radar von College-Football-Scouts spielte. In seinem vierten Highschooljahr warf Stroud bei einer Passquote von 65,9 % 47 Touchdownpässe und neun Interceptions. Er erhielt Stipendienangebote von zahlreichen College-Football-Programmen der NCAA Division I Football Bowl Subdivision.
Ab 2020 ging Stroud auf die Ohio State University und spielte College Football für die Ohio State Buckeyes. Als Freshman absolvierte Stroud zunächst ein Jahr als Redshirt. Er kam gegen die Michigan State Spartans für einen einzelnen Spielzug zum Einsatz und erzielte dabei mit einem 48-Yards-Lauf einen Touchdown. Nach dem Abgang des bisherigen Starting-Quarterbacks Justin Fields in die NFL konkurrierte Stroud in der Saisonvorbereitung für 2021 mit drei weiteren auf College-Niveau unerfahrenen Quarterbacks um Fields′ Nachfolge. Am 21. August 2021 gab der Head Coach Ryan Day Stroud als Spielmacher der Buckeyes für die kommende Saison bekannt.
Sein Debüt als Starting-Quarterback gab er am 2. September 2021 bei den Minnesota Golden Gophers. Nach einer Interception in der ersten Hälfte brachte Stroud in der zweiten Halbzeit vier Touchdownpässe an und führte Ohio State zu einem 45:31-Sieg. Insgesamt waren 13 von 22 seiner Pässe erfolgreich, womit er 294 Yards Raumgewinn erzielte. Stroud wurde als Big Ten Freshman of the Week ausgezeichnet. Bei seinem ersten Heimspiel als Starter, einer 28:35-Niederlage gegen die Oregon Ducks, kam Stroud auf 484 Yards Raumgewinn im Passspiel, was zweitbester Wert eines Quarterbacks der Buckeyes nach 499 Yards von Dwayne Haskins in der Saison 2018 war. Nach vier hohen Siegen der Buckeyes in den folgenden Partien wurde Stroud zunehmend als einer der Kandidaten für die Heisman Trophy, mit der der beste College-Football-Spieler der Saison ausgezeichnet wird, genannt, letztlich belegte er bei der Wahl den vierten Platz. Er wurde in das All-Star-Team der Big Ten gewählt und als deren bester Quarterback, Offensivspieler und Freshman ausgezeichnet. Im Rose Bowl gegen die Utah Utes stellte Stroud mit 573 Yards Raumgewinn neue Rekorde sowohl für den Rose Bowl als auch für einen Spieler der Buckeyes auf, beim 48:45-Sieg von Ohio State warf er sechs Touchdownpässe.
In der Saison 2022 zählte Stroud – trotz des Ausfalls von Top-Receiver Jaxon Smith-Njigba für nahezu die gesamte Spielzeit – erneut zu den besten Quarterbacks des Landes. Wie im Vorjahr war er einer der Finalisten bei der Wahl zur Heisman Trophy und wurde Dritter hinter den Quarterbacks Caleb Williams und Max Duggan. Zudem erhielt er wie in der Vorsaison die Auszeichnung als Graham–George Offensive Player of the Year, die der beste Offensivspieler der Big Ten Conference erhält. Er brachte 66,3 % seiner Pässe für 3688 Yards Raumgewinn ans Ziel und warf dabei 41 Touchdownpässe bei sechs Interceptions. Mit Ohio State zog er in die College-Football-Playoffs ein, in denen sie im Halbfinale trotz vier Touchdownpässen und 348 Yards Raumgewinn im Passspiel bei keiner Interception von Stroud dem amtierenden und später erneutem Meister Georgia Bulldogs knapp durch ein verpasstes Field Goal mit 41:42 unterlagen. Am 16. Januar 2023 gab Stroud seine Anmeldung für den NFL Draft bekannt.
College-Statistiken
| 2020                         | Ohio State | 2  | 0–0     | 0,0  | 0    | 0  | 0  | –     | 1  | 48  | 48,0 | 1 |
| 2021                         | Ohio State | 12 | 317–441 | 71,9 | 4435 | 44 | 6  | 186,6 | 32 | −20 | −0,6 | 0 |
| 2022                         | Ohio State | 13 | 258–389 | 66,3 | 3688 | 41 | 6  | 177,7 | 47 | 108 | 2,3  | 0 |
| Gesamt                       | Gesamt     | 27 | 575–830 | 69,3 | 8123 | 85 | 12 | 182,4 | 80 | 136 | 1,7  | 1 |
| Quelle: sports-reference.com |            |    |         |      |      |    |    |       |    |     |      |   |

## NFL
Im NFL Draft 2023 wurde Stroud an zweiter Stelle von den Houston Texans ausgewählt. Als dritter aufeinanderfolgender Starting-Quarterback der Buckeyes nach Dwayne Haskins (2019) und Justin Fields (2021) wurde er in der ersten Runde gewählt. Kurz vor Saisonbeginn wurde Stroud von Head Coach DeMeco Ryans zum Starter ernannt und erhielt dabei den Vorzug vor Davis Mills. Damit war er der zweite Rookie-Quarterback nach David Carr in der ersten Saison der Texans 2002, der als Starter für die Texans in die Saison ging. Bei Strouds NFL-Debüt am ersten Spieltag gegen die Baltimore Ravens verloren die Texans mit 9:25. Stroud brachte 28 von 44 Pässen für 242 Yards an und warf dabei weder einen Touchdownpass noch eine Interception. Am zweiten Spieltag gelangen Stroud bei der Partie gegen die Indianapolis Colts, bei der sein Einsatz wegen einer Schulterverletzung zunächst fraglich gewesen war, auf Nico Collins und Tank Dell seine ersten beiden Touchdownpässe in der Liga. Die Texans verloren mit 20:31, dennoch verzeichnete Stroud mit 384 Passing-Yards den höchsten Wert eines Texans-Quarterbacks seit knapp drei Jahren.
Am dritten Spieltag gelang Stroud bei den Jacksonville Jaguars sein erster Sieg in der NFL. Beim 37:17 warf er zwei Touchdownpässe und kam auf 280 Yards Raumgewinn als Passer. Stroud wurde als NFL Offensive Rookie of the Month im September ausgezeichnet. Mit 906 Yards Raumgewinn im Passspiel als Starter in seinen ersten drei Spielen verzeichnete er den in dieser Statistik drittbesten Wert der NFL-Geschichte nach Cam Newton (1012 Yards) und Justin Herbert (931 Yards). Zudem stellte er mit 121 Passversuchen ohne Interception einen neuen Bestwert für die meisten Würfe ohne Fehlpass zu Beginn einer NFL-Karriere auf.
Nachdem Stroud im Dezember 2023 verletzungsbedingt zwei Spiele ausgesetzt hatte, führte er die Texans am Saisonende zum Gewinn der AFC South, wodurch erstmals seit 2019 die Play-offs erreicht wurden. In diesen setzte sich Houston in der Wild Card Round mit 45:14 gegen die Cleveland Browns durch. In der Divisional Round traf das Team auf die in der AFC auf Platz 1 gesetzten Baltimore Ravens und verloren das Spiel 10:34, nachdem zur Halbzeit noch ein 10:10-Unentschieden gehalten wurde. Am Ende der Saison wurde Stroud als AP Offensive Rookie of the Year ausgezeichnet. Zudem nahm er als nachnominierter Spieler an den Pro Bowl Games 2024 teil.
NFL-Statistiken
| 2023                               | HOU    | 15 | 15 | 319-499  | 63,9 | 4108 | 23 | 5  | 100,8 | 39 | 167 | 4,3 | 3 |
| 2024                               | HOU    | 17 | 17 | 336-532  | 63,2 | 3727 | 20 | 12 | 87,0  | 52 | 233 | 4,5 | 0 |
| Gesamt                             | Gesamt | 32 | 32 | 655-1031 | 63,5 | 7835 | 43 | 17 | 93,7  | 91 | 400 | 4,4 | 3 |
| Quelle: pro-football-reference.com |        |    |    |          |      |      |    |    |       |    |     |     |   |